# Болгарська хокейна ліга 2018—2019
Болгарська хокейна ліга 2018—2019 — 67-й розіграш чемпіонату БХЛ. У сезоні 2018—19 брали участь чотири клуби.

## Підсумкова таблиця
| М  | Команда          | І  | В  | ВО | ПО | П  | Ш     | О  |
| -- | ---------------- | -- | -- | -- | -- | -- | ----- | -- |
| 1. | СК «Ірбіс Скейт» | 11 | 10 | 0  | 0  | 1  | 95:22 | 30 |
| 2. | НСА (Софія)      | 12 | 7  | 1  | 0  | 4  | 50:51 | 23 |
| 3. | «Славія» (Софія) | 11 | 5  | 0  | 1  | 5  | 36:57 | 16 |
| 4. | ЦСКА (Софія)     | 12 | 0  | 0  | 0  | 12 | 31:82 | 0  |

Джерело: eurohockey [Архівовано 22 січня 2021 у Wayback Machine.]

Скорочення: М = підсумкове місце, І = ігри, В = перемоги, ВО = перемога в овертаймі або по булітах, ПО = поразки в овертаймі або по булітах, П = поразки, Ш = закинуті та пропущені шайби, О = набрані очки